# 斯坦尼斯拉夫奇克 (白采爾克瓦區)

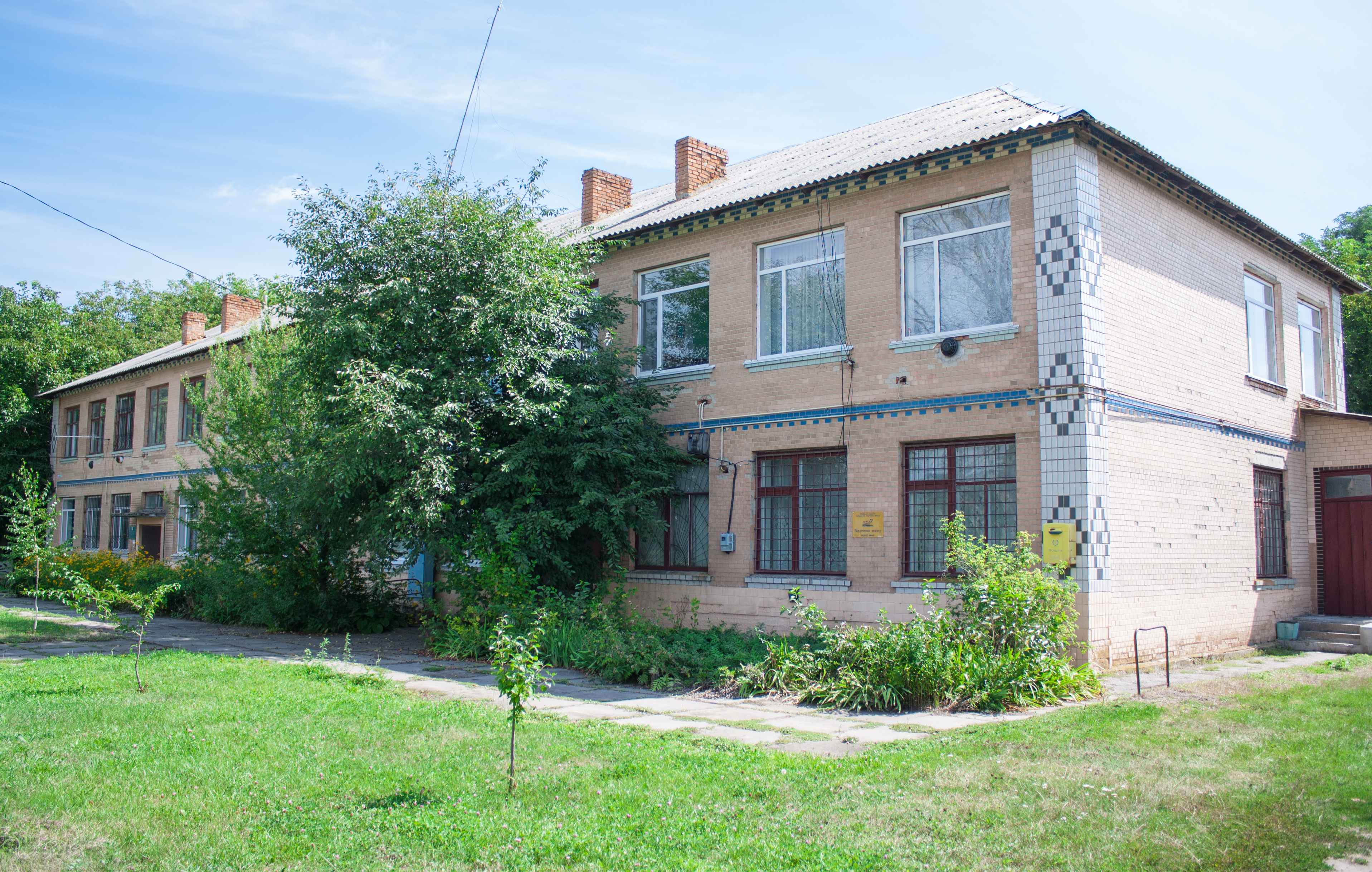
村委会房屋

斯坦尼斯拉夫奇克是位於烏克蘭北部基辅州的村莊，由白采爾克瓦區的斯塔維謝市鎮管轄。該村始建於1665年，面積3.72平方公里，海拔高度193米，2001年人口748人，人口密度每平方公里201.4人。